# Штефанов
Штефанов (слч. Štefanov) насељено је мјесто са административним статусом сеоске општине (слч. obec) у округу Сењица, у Трнавском крају, Словачка Република.

## Становништво
| Година:    | 1994. | 2004.   | 2014.   | 2024.   |
| ---------- | ----- | ------- | ------- | ------- |
| Број људи: | 1638  | 1621    | 1680    | 1595    |
| Разлика:   |       | -1,03 % | +3,63 % | -5,05 % |

| Година:    | 2023. | 2024.   |
| ---------- | ----- | ------- |
| Број људи: | 1589  | 1595    |
| Разлика:   |       | +0,37 % |

Према подацима о броју становника из 2024. године насеље је имало 1595 становника.